# Srđan Grahovac
Srđan Grahovac (ur. 19 września 1992 w Banja Luce) – bośniacki piłkarz grający na pozycji defensywnego pomocnika. Wychowanek i kapitan zespołu Borac Banja Luka, reprezentant kraju.

## Kariera piłkarska
Swoją karierę piłkarską Grahovac rozpoczął w klubie Borac Banja Luka. W 2009 roku awansował do pierwszej drużyny. 19 lutego 2011 zadebiutował w nim w Premijer lidze w wygranym 2:0 wyjazdowym meczu z FK Laktaši. W sezonie 2009/2010 zdobył z nim Puchar Bośni i Hercegowiny. Z kolei w sezonie 2010/2011 wywalczył z Boracem tytuł mistrza kraju. W Boracu grał do lata 2014.
W 2014 roku Grahovac podpisał kontrakt z Rapidem Wiedeń. Swój debiut w Rapidzie zanotował 31 sierpnia 2014 w zwycięskim 2:0 wyjazdowym meczu z SV Grödig. W sezonach 2014/2015 i 2015/2016 zostawał z Rapidem wicemistrzem Austrii.
W 2017 roku Grahovac trafił na wypożyczenie do kazachskiego FK Astana. Swój debiut w nim zaliczył 28 maja 2017 w wygranym 4:1 domowym meczu z Szachtiorem Karaganda. Wraz z Astaną został mistrzem kraju.
W 2018 roku Grahovac został wykupiony przez Astanę, a następnie wypożyczony do HNK Rijeka, w którym zadebiutował 17 lutego 2018 w przegranym 1:2 wyjazdowym meczu z NK Osijek. Wypożyczenie trwało do końca roku.
W 2019 roku bez kwoty odstępnego Grahovac przeszedł ponownie do Rapidu Wiedeń. W austriackim klubie spędził 4 sezony, po których przeszedł na rok do tureckiego klubu Çaykur Rizespor. 
W sezonie 2023/24 Grahovac powrócił do Boraca Banja Luka po niemalże dziesięciu latach. Już w pierwszym sezonie przejął opaskę kapitana a także zdobył mistrzostwo kraju oraz dotarł z Boracem do finału pucharu kraju.
| Sezon   | Klub                | Kraj                 | Rozgrywki       | Mecze | Gole |
| ------- | ------------------- | -------------------- | --------------- | ----- | ---- |
| 2009/10 | FK Borac Banja Luka | Bośnia i Hercegowina | Premijer liga   | 9     | 0    |
| 2010/11 | FK Borac Banja Luka | Bośnia i Hercegowina | Premijer liga   | 24    | 1    |
| 2011/12 | FK Borac Banja Luka | Bośnia i Hercegowina | Premijer liga   | 27    | 1    |
| 2012/13 | FK Borac Banja Luka | Bośnia i Hercegowina | Premijer liga   | 29    | 2    |
| 2013/14 | FK Borac Banja Luka | Bośnia i Hercegowina | Premijer liga   | 27    | 2    |
| 2014/15 | Rapid Wiedeń        | Austria              | Bundesliga      | 13    | 0    |
| 2015/16 | Rapid Wiedeń        | Austria              | Bundesliga      | 26    | 2    |
| 2016/17 | Rapid Wiedeń        | Austria              | Bundesliga      | 20    | 2    |
| 2017    | FK Astana           | Kazachstan           | Priemjer Ligasy | 26    | 8    |
| 2017/18 | HNK Rijeka          | Chorwacja            | Prva HNL        | 14    | 0    |
| 2018/19 | HNK Rijeka          | Chorwacja            | Prva HNL        | 12    | 0    |
| 2018/19 | Rapid Wiedeń        | Austria              | Bundesliga      | 8     | 0    |
| 2019/20 | Rapid Wiedeń        | Austria              | Bundesliga      | 19    | 0    |
| 2020/21 | Rapid Wiedeń        | Austria              | Bundesliga      | 27    | 1    |
| 2021/22 | Rapid Wiedeń        | Austria              | Bundesliga      | 23    | 1    |
| 2022/23 | Çaykur Rizespor     | Turcja               | Süper Lig       | 7     | 0    |
| 2023/24 | FK Borac Banja Luka | Bośnia i Hercegowina | Premijer liga   | 27    | 4    |
| 2024/25 | FK Borac Banja Luka | Bośnia i Hercegowina | Premijer liga   | 7     | 1    |

## Kariera reprezentacyjna
W reprezentacji Bośni i Hercegowiny Grahovac zadebiutował 25 marca 2015 roku w wygranym 3:0 towarzyskim meczu z Luksemburgiem, gdy w 77. minucie zmienił Sanjina Prcicia.

## Sukcesy

### Borac Banja Luka
- Mistrzostwo Bośni i Hercegowiny
  - mistrz (2): 2010/11, 2023/2024
- Puchar Bośni i Hercegowiny:
  - zdobywca (1): 2009/10

### FK Astana
- Mistrzostwo Kazachstanu
  - mistrz (2): 2016/17, 2017/18